# 쳇 앳킨스
체스터 버튼 "쳇" 앳킨스(Chester Burton "Chet" Atkins, 1924년 6월 20일 ~ 2001년 6월 30일)은 "미스터 기타(Mr. Guitar)" 또는 "컨트리의 신사(The Country Gentleman)"로 알려진 미국의 음악가, 보컬리스트, 작곡가, 녹음 프로듀서로, 오웬 브래들리와 밥 퍼서슨 외 여러 인물들과 이른바 내슈빌 사운드로 일컬어지는 컨트리 음악 스타일을 창조했다.

## 주요 이력
그의 주된 음악 스타일은 대부분 성인 대중음악 팬에게 어필하는 컨트리 음악의 확장된 형태였다. 대개 기타리스트로 유명하다. 만돌린, 피들, 밴조, 우쿠렐레도 연주가 가능했다.
앳킨스의 특징적인 피킹 스타일은 말리 트레비스에게 영향받은 것이며, 그외 기타에서 영향을 준 인물은 장고 라인하르트, 조지 번스, 레스 폴, 이후 제리 리드가 있다. 독특한 피킹 스타일과 음악가적 면모는 그를 컨트리 내외를 막론하고 칭송받게 하며 미국과 국외에서도 그러한 평가는 다르지 않았다. 앳킨스는 RCA 빅터에서 대부분의 경력을 보냈으며 브라운스, 행크 스노, 포터 와고너, 노먼 진, 돌리 파튼, 도티 웨스트, 페리 코모, 플로이드 크레머, 엘비스 프레슬리, 에벌리 브라더스, 에디 아놀드, 돈 깁슨, 짐 리브스, 제리 리즈, 스케터 데이비스, 웨일런 제닝스 등 내로라하는 아티스트의 프로듀싱을 담당했다.
각종 수상 경력 가운데 14차례의 그래미상과 그래미 평생공로상 수상이 있다. 9번 컨트리 음악 협회의 올해의 기악연주자상을 받았다. 로큰롤 명예의 전당, 컨트리 음악 명예의 전당, 음악가 명예의 전당 및 박물관에 헌액되었다.

## 유명세
그는 가수의 입장으로써는 R&B 보컬 음악 그룹 "더 토큰스(the Tokens)"의 《The lion sleeps tonight》이라는 곡을 포크 록 음악 스타일로 리메이크하기도 하였다.

## 같이 보기
- 행크 윌리엄스
- 솔로몬 린다